# Марко Ристић
Марко Ристић (Београд, 20. јун 1902 — Београд, 20. јул 1984) био је српски и југословенски песник и дипломата. Ристић је био вођа и главни идеолог српског надреализма.

## Биографија
Он, као и други надреалисти, писао је поезију (Од среће и од сна, 1925; Nox microcosmica, 1956), али му је песнички рад остао у сенци обимне есејистике и књижевне критике. Захваљујући њима, а не поезији, он заузима једно од веома истакнутих места у нашој књижевности 20. века. Од његових многобројних књига из тих области издвајају се: Књижевна политика (1952) и Историја и поезија (1962). У обема су највећма садржани радови из међуратног периода, у првој књижевне критике, а у другој есеји о начелним питањима.
У читавом свом раду, и оном из доба надреализма и оном каснијем, Ристић је остао привржен основним надреалистичким ставовима о природи и функцији књижевности и уметности. Њих је он заступао с више страсти и истрајности него иједан други представник овог покрета. Уметност се ствара из најдубљих потреба живота и израз је тежње људског духа за самооткривањем. Зато уметничко стварање мора бити непосредно, ничим неконтролисано, ни захтевима здравог разума, ни конвенцијама естетике, ни практичним потребама друштва, јер све то ограничава слободу стварања, без које нема праве уметности. Естетика се бави само оним што је спољашње, занатско, техничко, а бит је уметности у унутрашњем, спонтаном, ирационалном, бити уметности јесте поезија. Други битан састојак сваке велике уметности јесте хумор. Ристић је у њему видео подсмех бесмислу света и истовремено нарочит облик откривања дубљих аспеката стварности. Као највиши квалитети уметности, поезија и хумор иманентни су стварности, они су део живота, а уметност их само открива, истиче, појачава, чини их предметом интензивног доживљаја. Полазећи од тог схватања, Ристић је дошао до парадоксалног разрешења основне дилеме 30-их година, дилеме о ангажованој литератури. Поезија тежи истом циљу којем стреми свак морална и социјална акција: потпуном ослобођењу човека, само што она том циљу иде властитим путем. Отуда, уколико изражава унутрашње биће човеково, поезија се „изједначава са моралом“, док престаје бити морална ако се подреди друштвеном моралу и утилитарним циљевима. На исти начин, прави песник самом је суштином свог дела револуционаран, јер тежи истом циљу као и револуција, тоталном ослобођењу човека, а престаје то бити у тренутку када своје стварање подреди спољашњем диктату, кад постане гласноговорник одређене идеологије, партије итд. Другим речима, поезија има морални и социјални смисао само када не служи ни моралним ни социјалним него својим властитим, песничким циљевима (Морални и социјални смисао поезије, 1934; Предговор за неколико ненаписаних романа, 1935; Историја и поезија, 1935. и др.).
Тих ставова Ристић се држао и у својим критикама и полемикама. Увек је истицао значај поезије и поетског, независно од тога је ли дело у стиху или у прози. У критичким оценама показивао је изоштрено осећање за вредности али истовремено, када су била у питању његова теоријска опредељења или чак његов лични однос према писцима, знао је бити догматски искључив, личан, често неправичан. У његовом стилу спајају се интелектуални с емоционалним квалитетима. Своје ставове умео је исказати прецизно али и сугестивно, поетски надахнуто. Критички прикази, нарочито они објављени у новинама, одликују се краткоћом, сажетошћу, бриткошћу и штедљивошћу израза, док су огледи о писцима, књижевним појавама и теоријским питањима, обично веома опширни, често писани техником монтаже. Најбољи је у есејима, где су теоријски ставови и критичке анализе повезане с личним искуствима и доживљајима ауторовим. У тим синтезама есејистичког, критичког и аутобиографског Ристић је остварио изузетне домете модерног српског есеја.
Обављао је функцију амбасадора Југославије у Француској од 1945. до 1948. године, а потом председник Комисије за културне везе са иностранством.
Био је дописни члан Југославенске академије знаности и умјетности и Савета федерације.
Био је ожењен Јелицом Живадиновић - Шевом Ристић.
Ристићев легат у Српској академији наука и уметности садржи око 10.000 књига, од чега је готово 4.000 примерака надреалистичких часописа, комплетних и систематизованих серија, који су раритет у глобалним размерама.
Сахрањен је у Алеји заслужних грађана на Новом гробљу у Београду.

## Дела
- Од среће и од сна, 1925.
- Без мере, 1928.
- Нацрт за једну феноменологију ирационалног, коаутор Коча Поповић, 1931.
- Позиција надреализма, коаутор Александар Вучо ет ал, 1931.
- Анти-зид, co-author with Ване Бор, 1932.
- Предговор за неколико ненаписаних романа, 1936.
- Turpituda, илустровао Крсто Хегедушић, 1938.
- Смрт фашизму слобода народу, 1946.
- Књижевна политика, 1952.
- Простор-време, 1952.
- Tri мртва пјесника, 1955.
- Историја и поезија, 1962.
- Nox мицроцосмица, 1956.
- Људи у невремену, 1956.
- Од истог писца, 1957.
- Политичка књижевност, 1958.
- На дневном реду, 1961.
- Објава поезије, 1964.
- Хацер тиемпо, записи на маргинама рата. Књ. 1 Немир, 1964.
- Присуства, 1966.
- Сведок или саучесник, 1970.
- За свест, 1977.
- Сведочанства под звездама, 1981.
- Књига поезије, 1984.
- Уочи надреализма, 1985.
- 12Ц, накнадни дневник, 1989.
- Дипломатски списи, 1996.
- Око надреализма 1, 2003.
- Око надреализма 2, 2007.